# Тиква звичайна
Ти́ква звича́йна (Lagenaria siceraria) — однорічна повзуча ліана родини гарбузових. Серед українських народних назв — горлянка, грушечки, грушки декоративні, кабак декоративний, кабачки круглі, куркубета, кушинчики, огірок індійський, таракуцька(и). 

## Біологічний опис
Рослина має шорстко опушене стебло, лазяче за допомогою двічі поділених вусиків, серцеподібне листя на довгих черешках, по краю нерівномірно зубчасте та квітки з колесоподібним білуватим віночком. Циліндричний плід пляшкоподібний, його шкірка водонепроникна.

## Використання

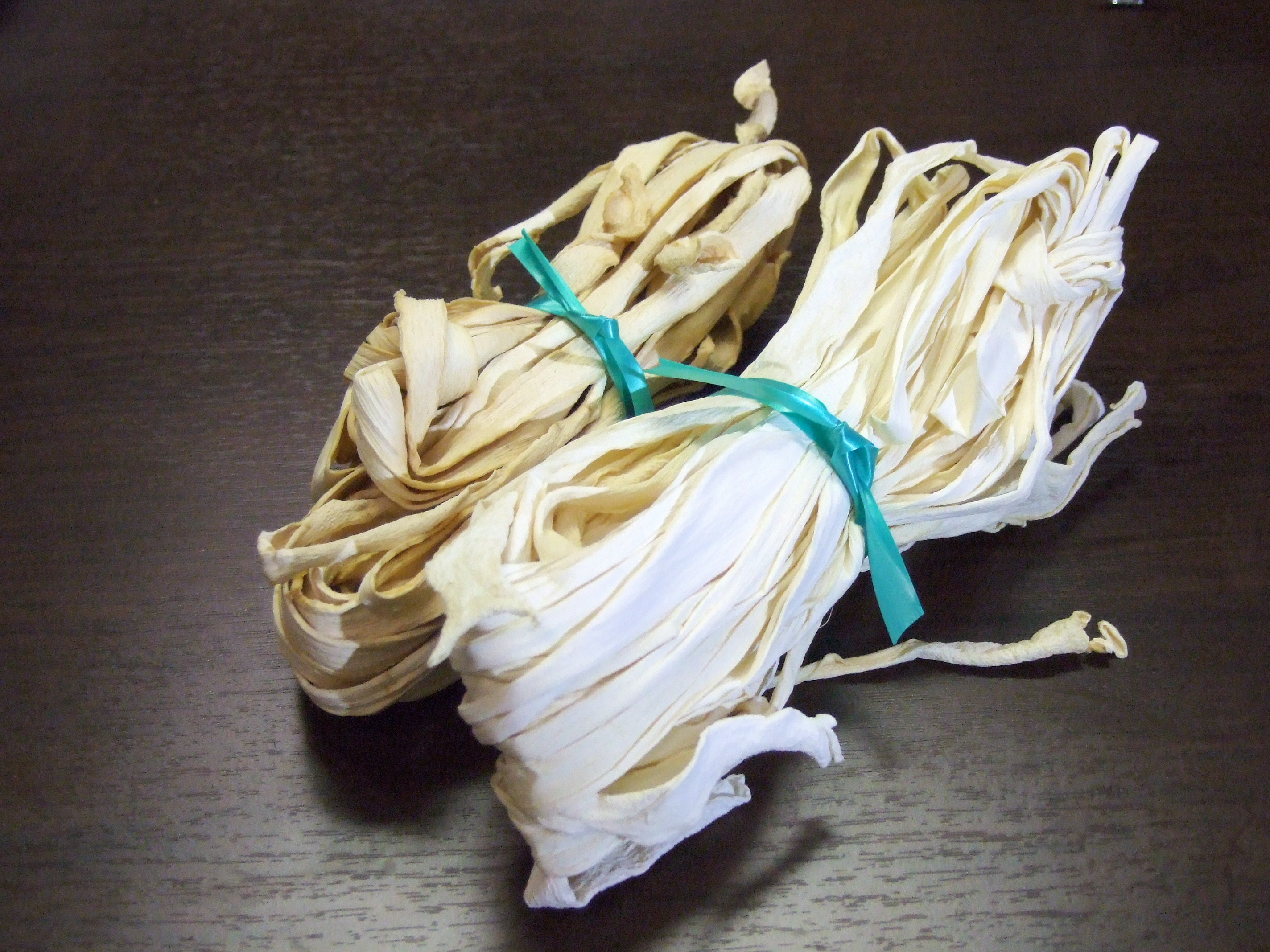
Канпийо

Культивується переважно в Західній та Південній Україні заради плодів, які використовують для виготовлення традиційного посуду. Іноді вирощується як декоративна рослина. Молоді плоди можна вживати в їжу.
З тикви воготовляють японську їжу канпийо.